# JR九州885系電力動車組
JR九州885系電聯車（日語：JR九州885系電車）是日本九州旅客铁道（JR九州）旗下一款專用於行駛特急班次的交流电力动车组。其設計屬於日立「A-train」系列。该车型为水户冈锐治主持的Don设计研究所（ドーンデザイン研究所）负责设计。

## 运营
JR九州旗下有两种列车班次使使用885系車輛進行服务：
- 鸥号列车（/Kamome）：行駛于鹿儿岛本线和长崎本线上博多至长崎間的路段。“白鸥号”车队于2000年3月11日投入服务。[5]
- 白色音速号（/White Sonic）：音速號是来往于大分与博多之间，主要行駛鹿儿岛本线和日丰本线的特急列車，由於音速號同時使用883系與885系兩種車型營運，因此特別將其中使用885系營運的班次命名為「白色音速」，以便與車身塗裝為金屬藍色澤的883系音速號作區隔。“音速号”车队于2001年3月3日投入服务。 [5]

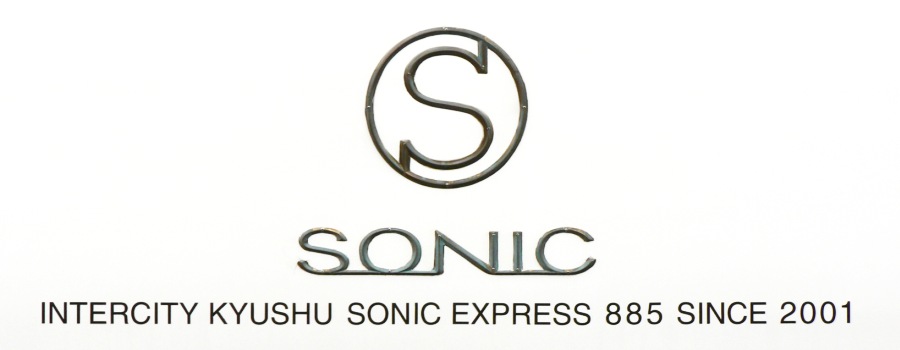
“音速号”列车的标志

885系最初被划分为7列“白鸥号”（SM1-SM7，黄色饰带涂装）和4列“白色音速号”（SM8-SM11，蓝色饰带涂装）；但稍后整个车队被改造为具有互换性，故所有编组在2012年6月前都重新漆上了蓝色饰带。

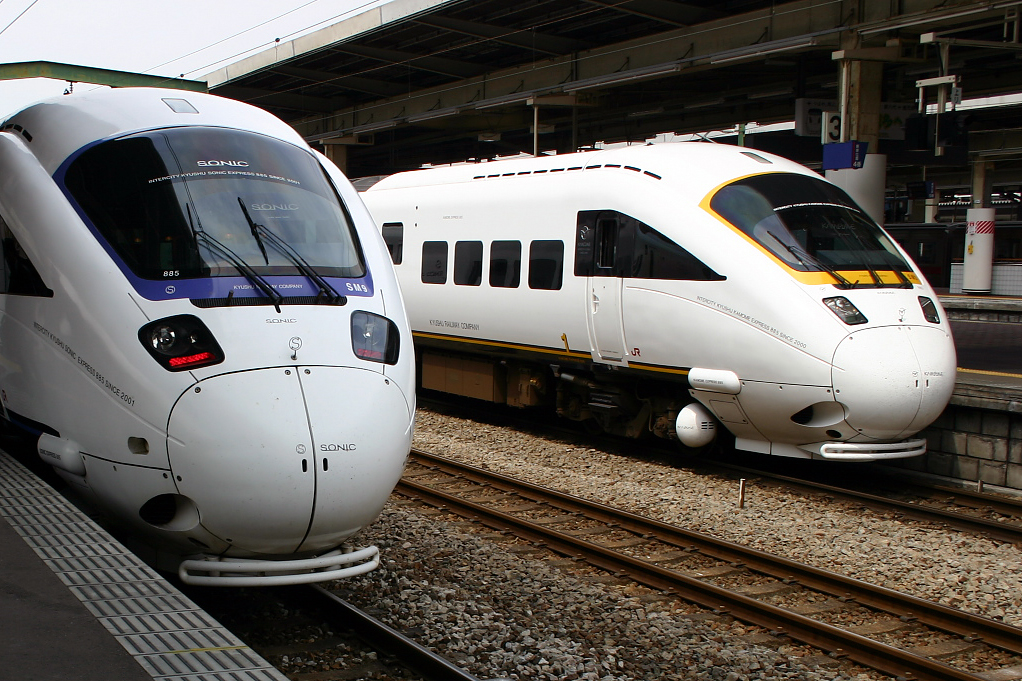
两种不同涂装的885系在鹿儿岛本线博多站，2004年

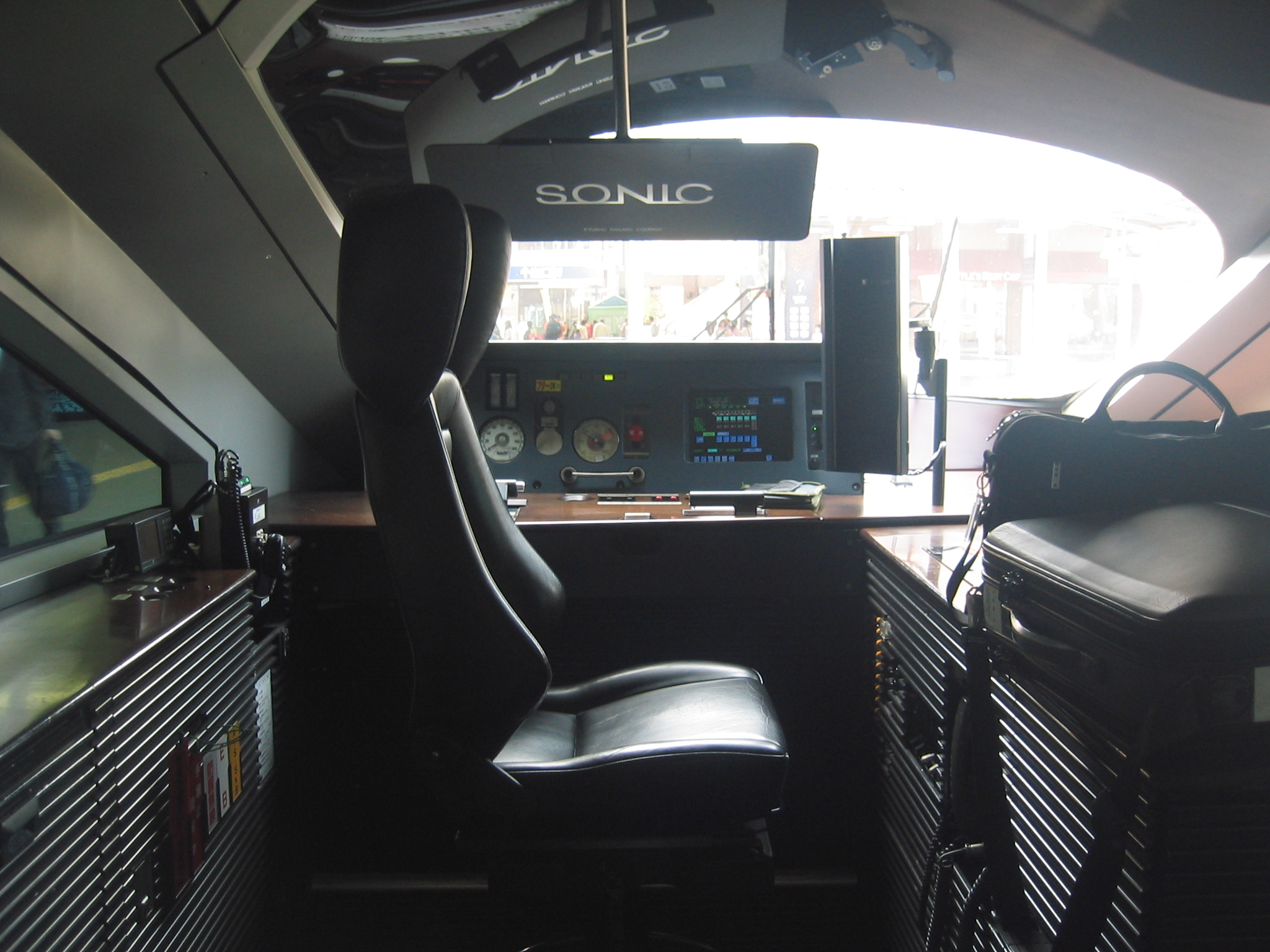
885系驾驶室

## 编組
“白鸥号”车队以6节编組建造并投入服务。“音速号”车队则首先以5节编組投入服务，再于2003年加长至6节，使得两车队间的车辆可以互换。

### SM1–7编組
这些编組的型式如下所示：
| 车辆     | 1            | 2                 | 3                 | 4          | 5          | 6            |
| 型式     | Thsc         | M1                | T1                | T          | M          | Mc           |
| 番台区分 | KuRoHa 884型 | MoHa 885型100番台 | SaHa 885型100番台 | SaHa 885型 | MoHa 885型 | KuMoHa 885型 |

- 第2和第5辆各有一具PS401KA单臂受电弓。[5]
- SM3编組的第4、5、6辆为400番台。[5]

### SM8–11编組
这些编組的型式如下所示。
| 车辆     | 1            | 2                 | 3                 | 4          | 5          | 6            |
| 型式     | Thsc         | M2                | T2                | T          | M          | Mc           |
| 番台区分 | KuRoHa 884型 | MoHa 885型200番台 | SaHa 885型300番台 | SaHa 885型 | MoHa 885型 | KuMoHa 885型 |

- 第2和第5辆各有一具PS401KA单臂受电弓。[5]

## 内部
普通车厢和绿色车厢的座位都由皮料包裹，车厢地板则为木质。

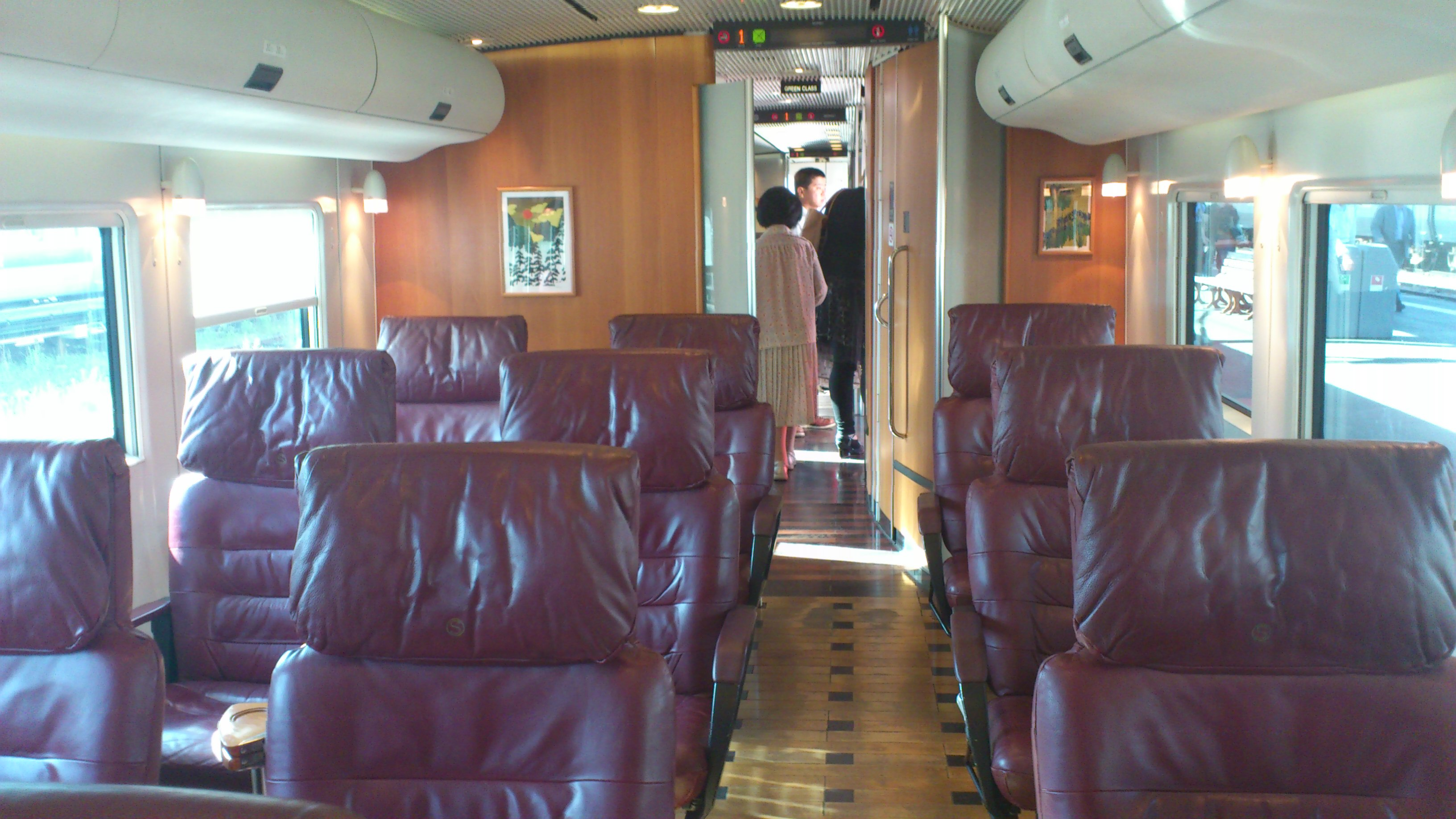
绿色车厢内部
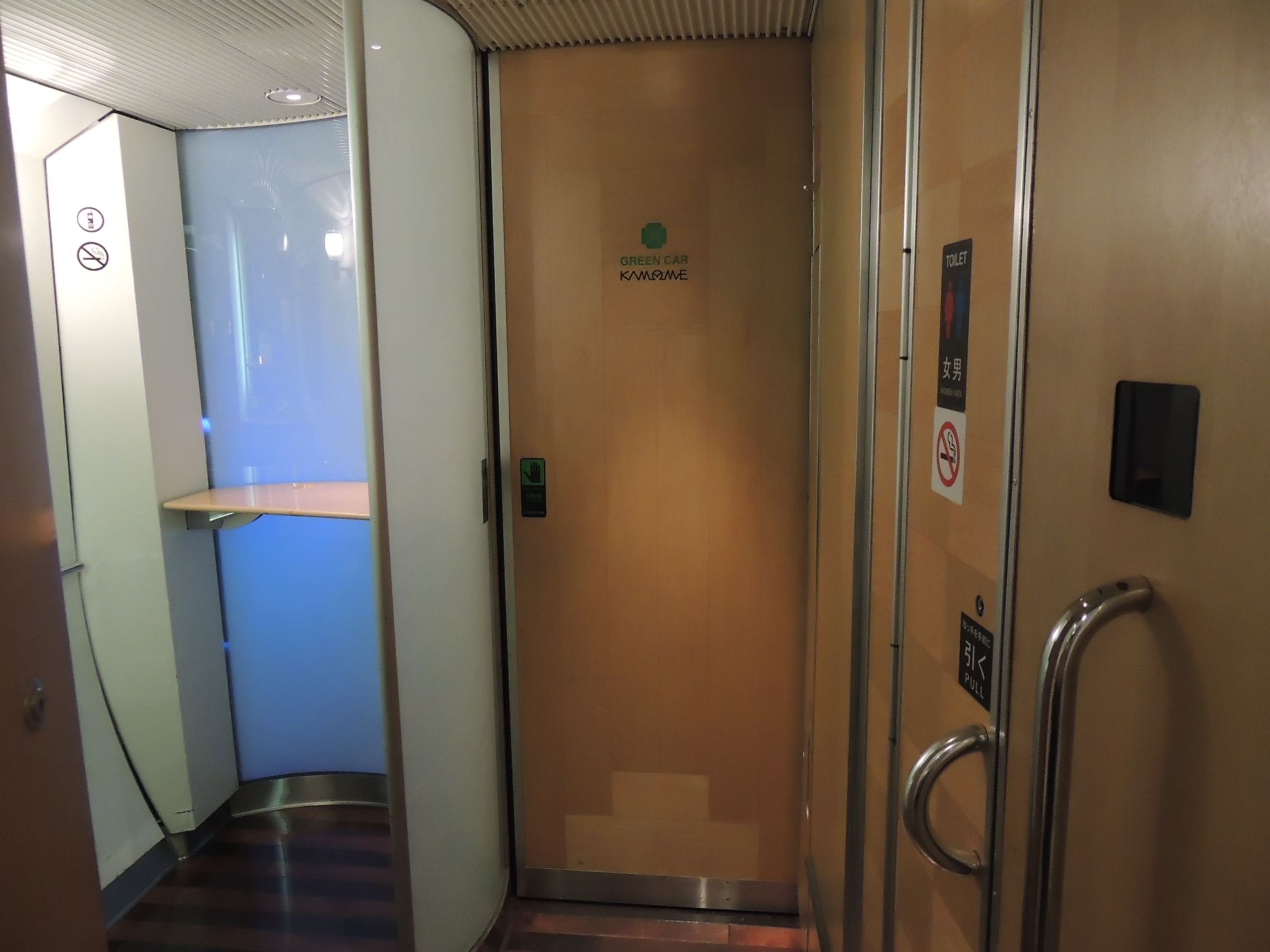
绿色车厢入口
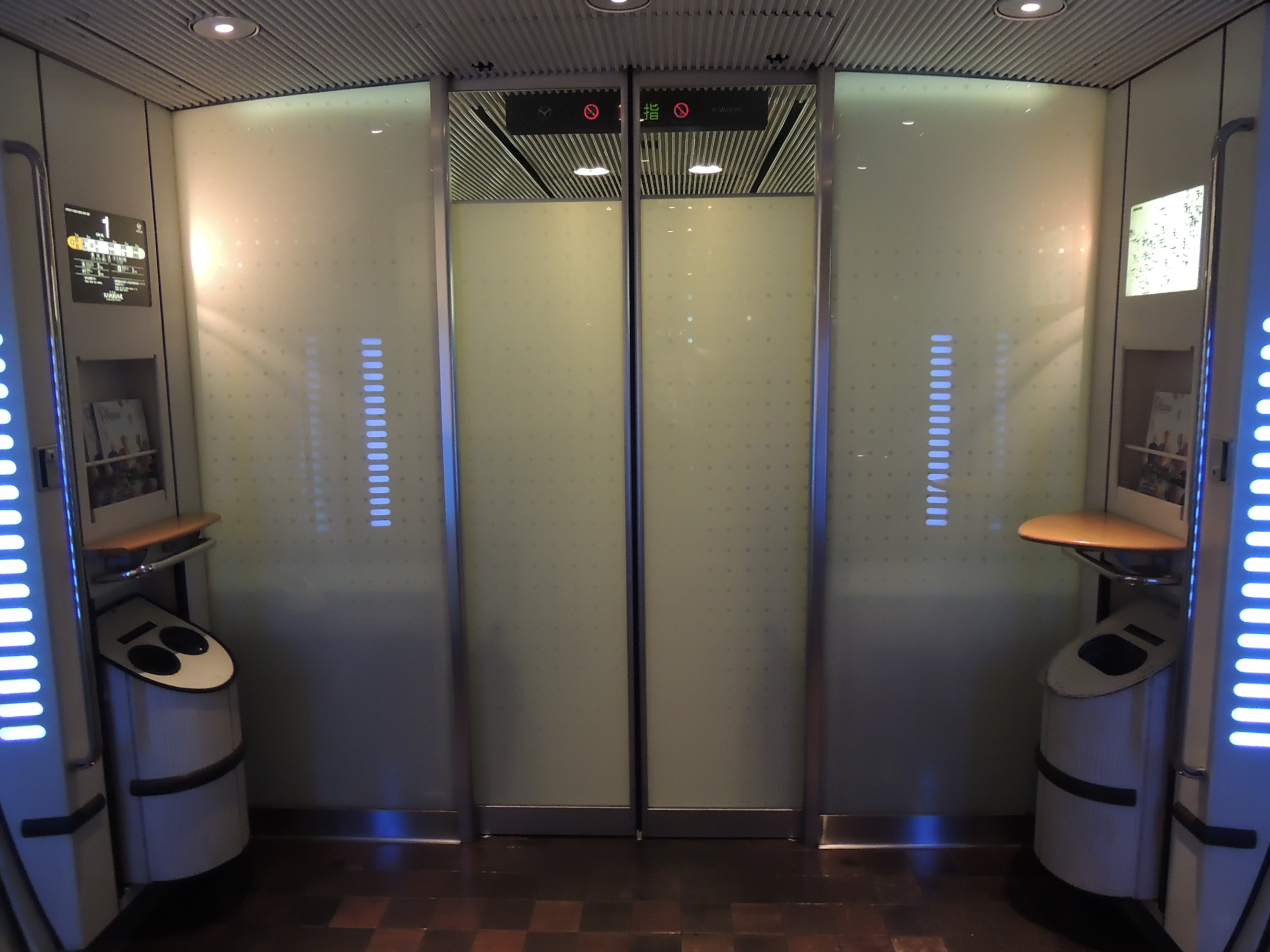
普通车厢入口
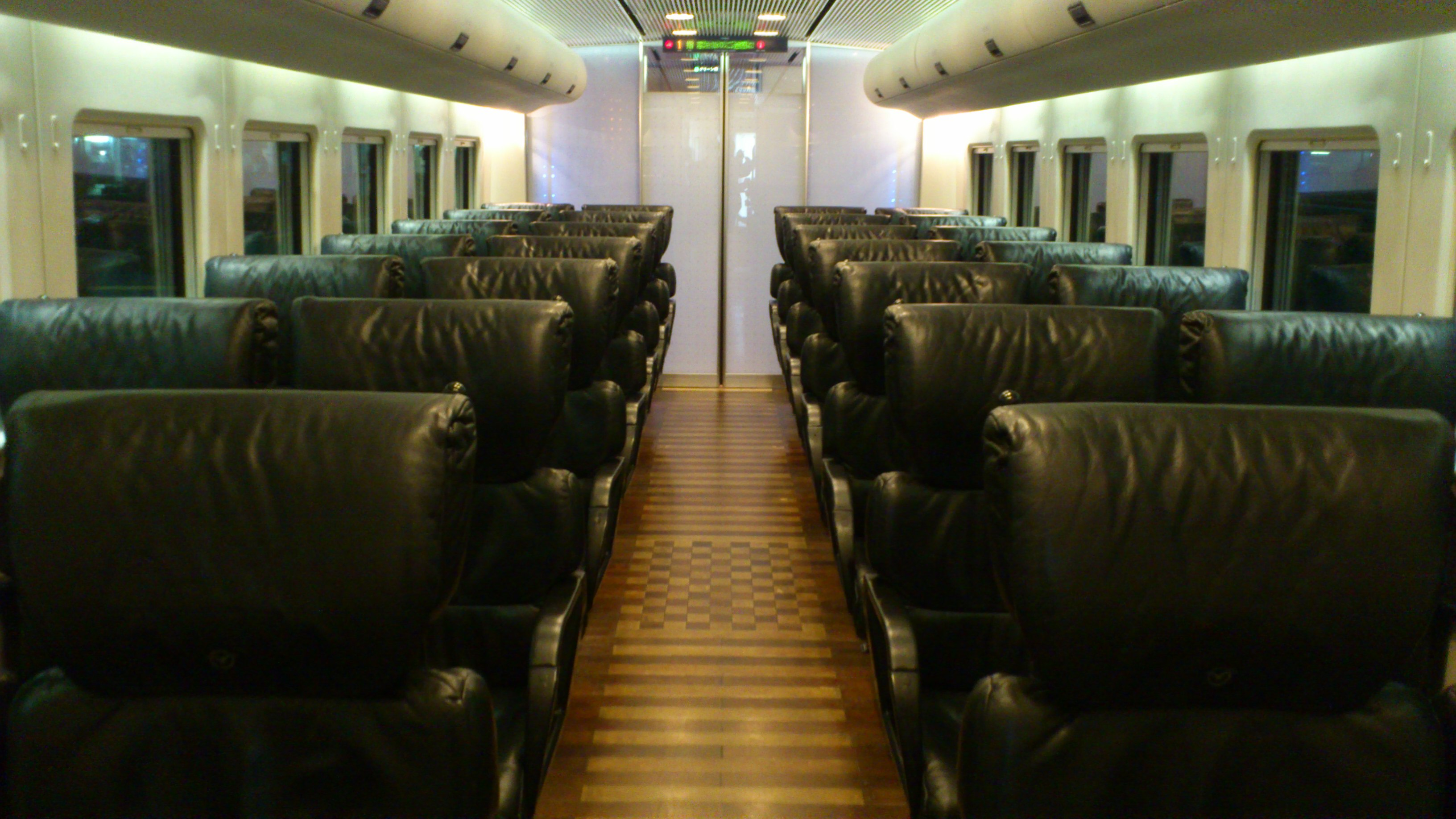
指定席车厢内部
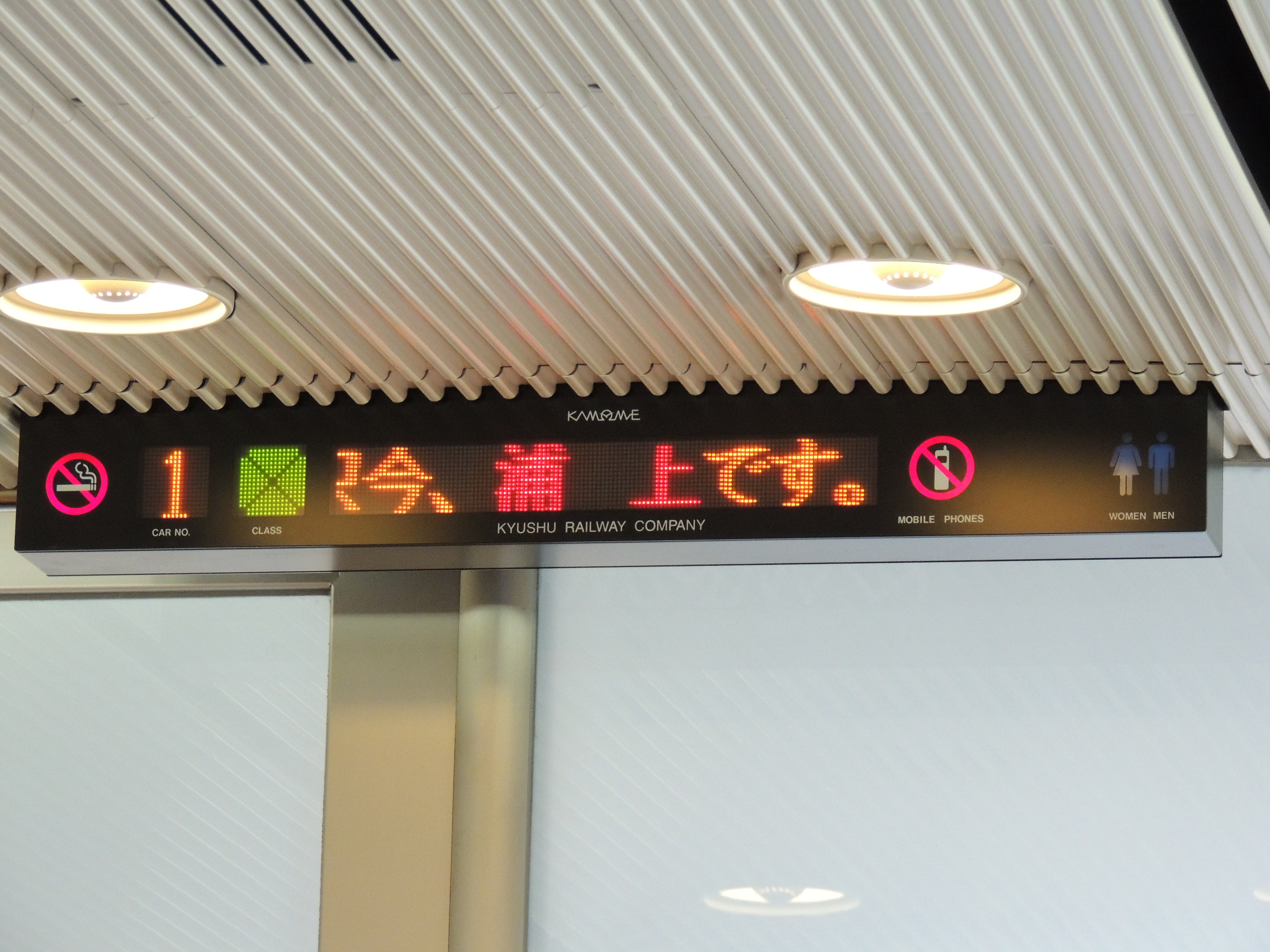
绿色车厢内的情报显示屏幕
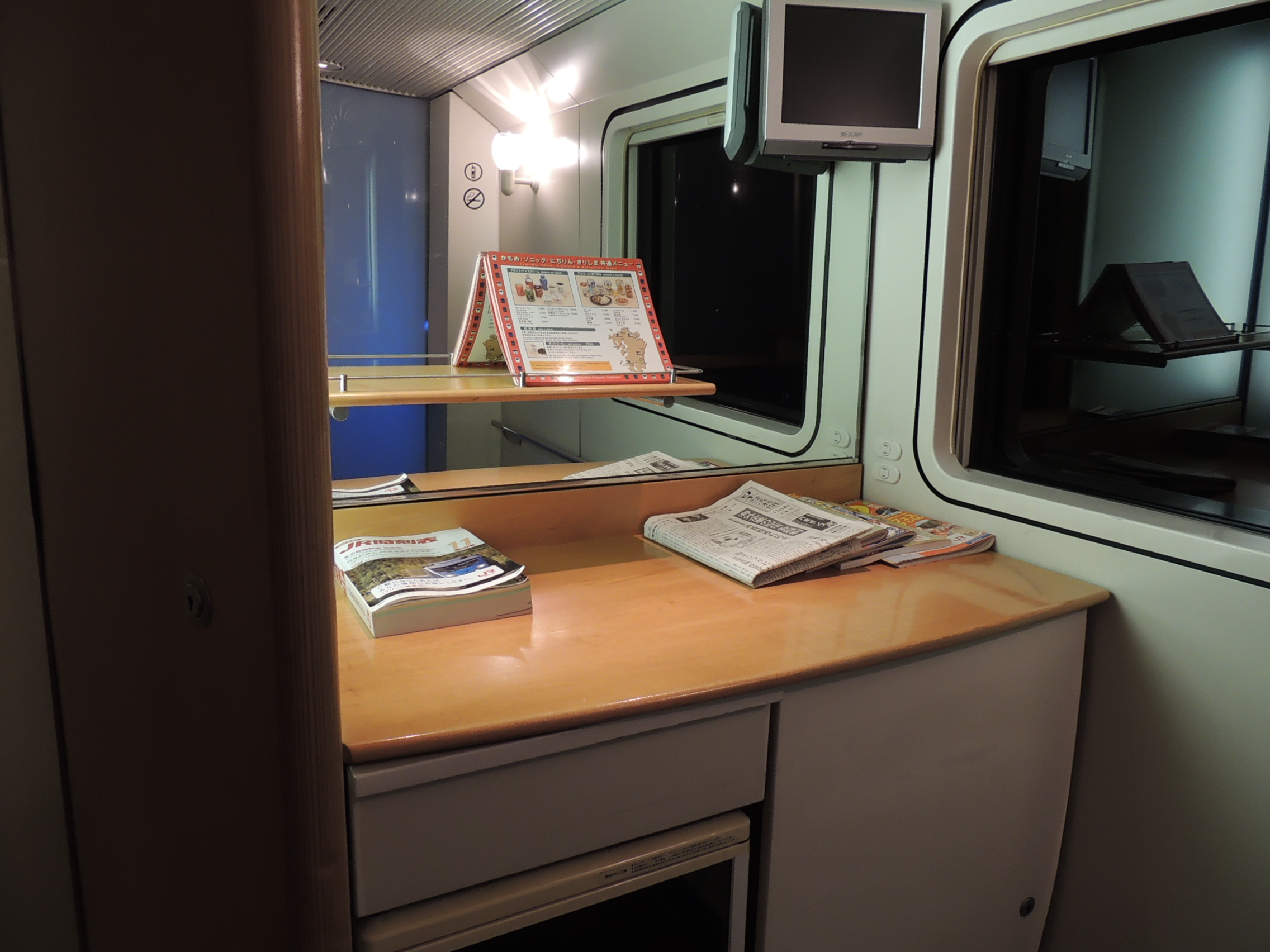
885系车内的多用途空间
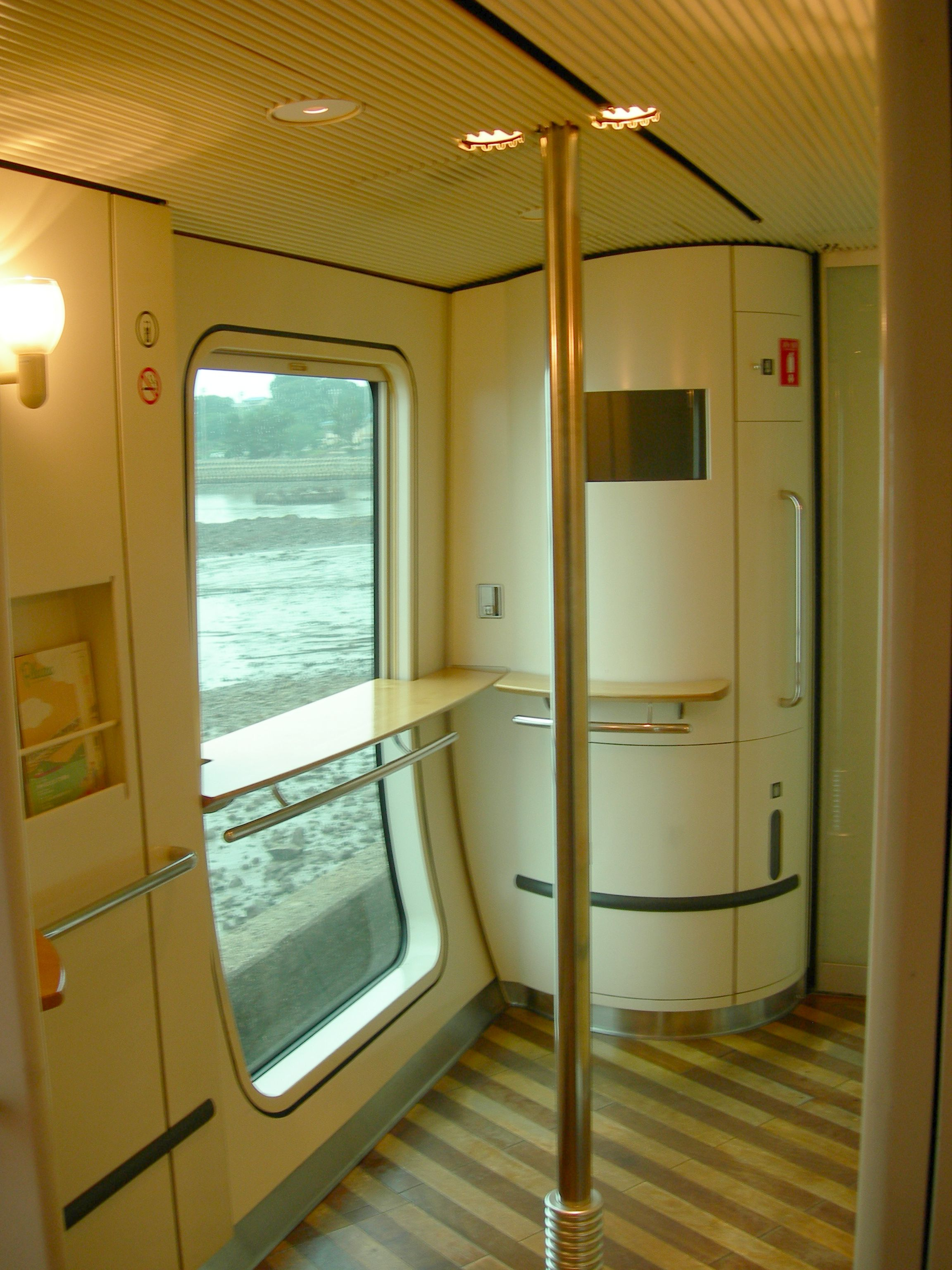
885系车内的公共空间
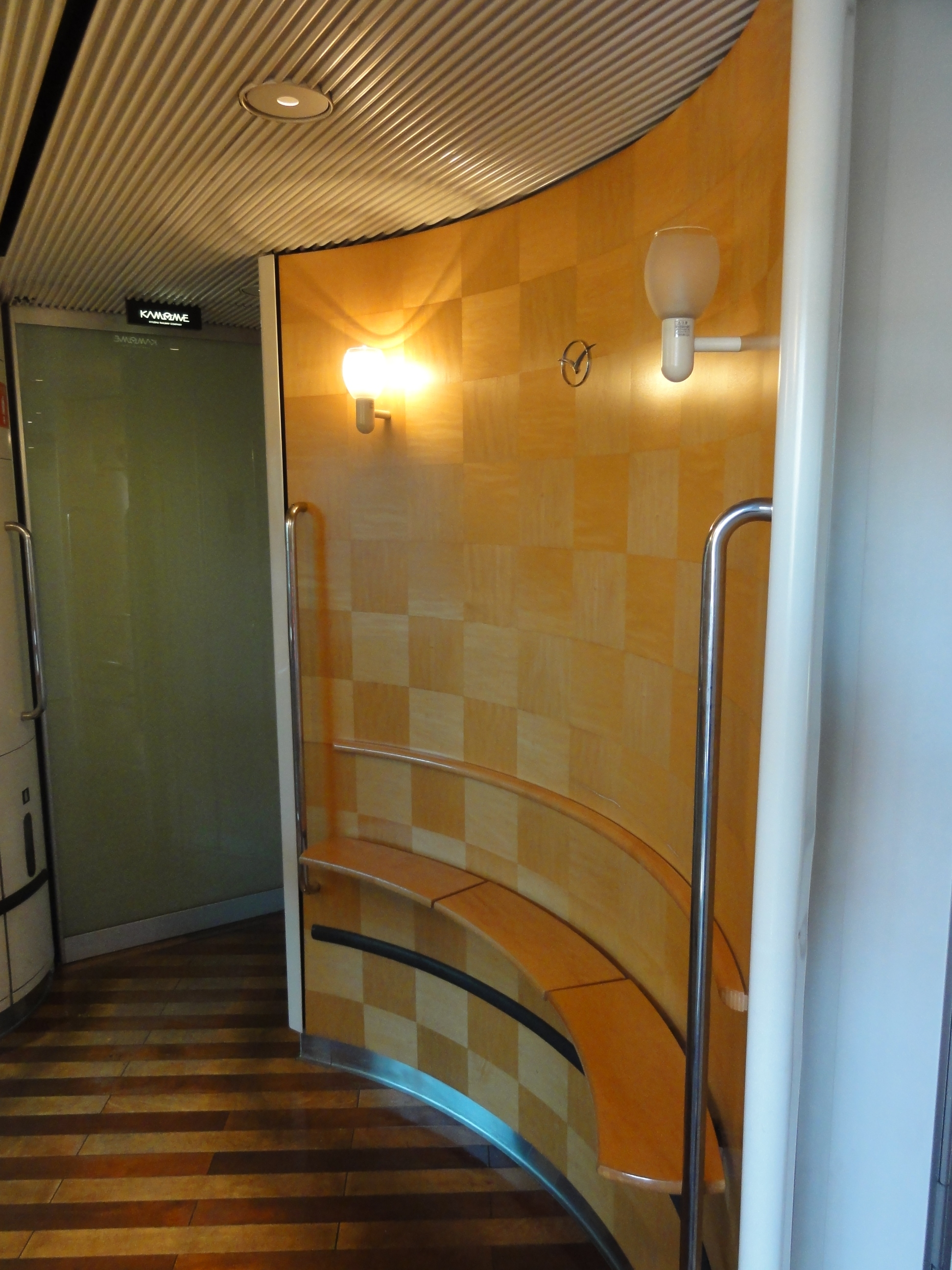
885系车内的公共空间

## 历史

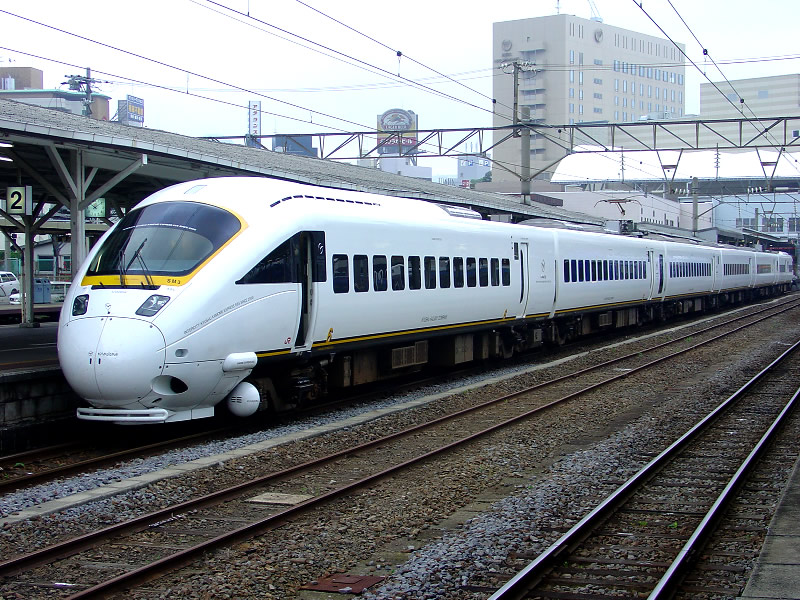
使用最初“鸥号列车”涂装的885系， 2005年7月

所有的885系车辆2007年3月18日的时刻表改动之后都成为了禁烟车厢。
至2012年6月，所有的编组都被重新涂装为“音速号”的白底蓝色饰带式样。

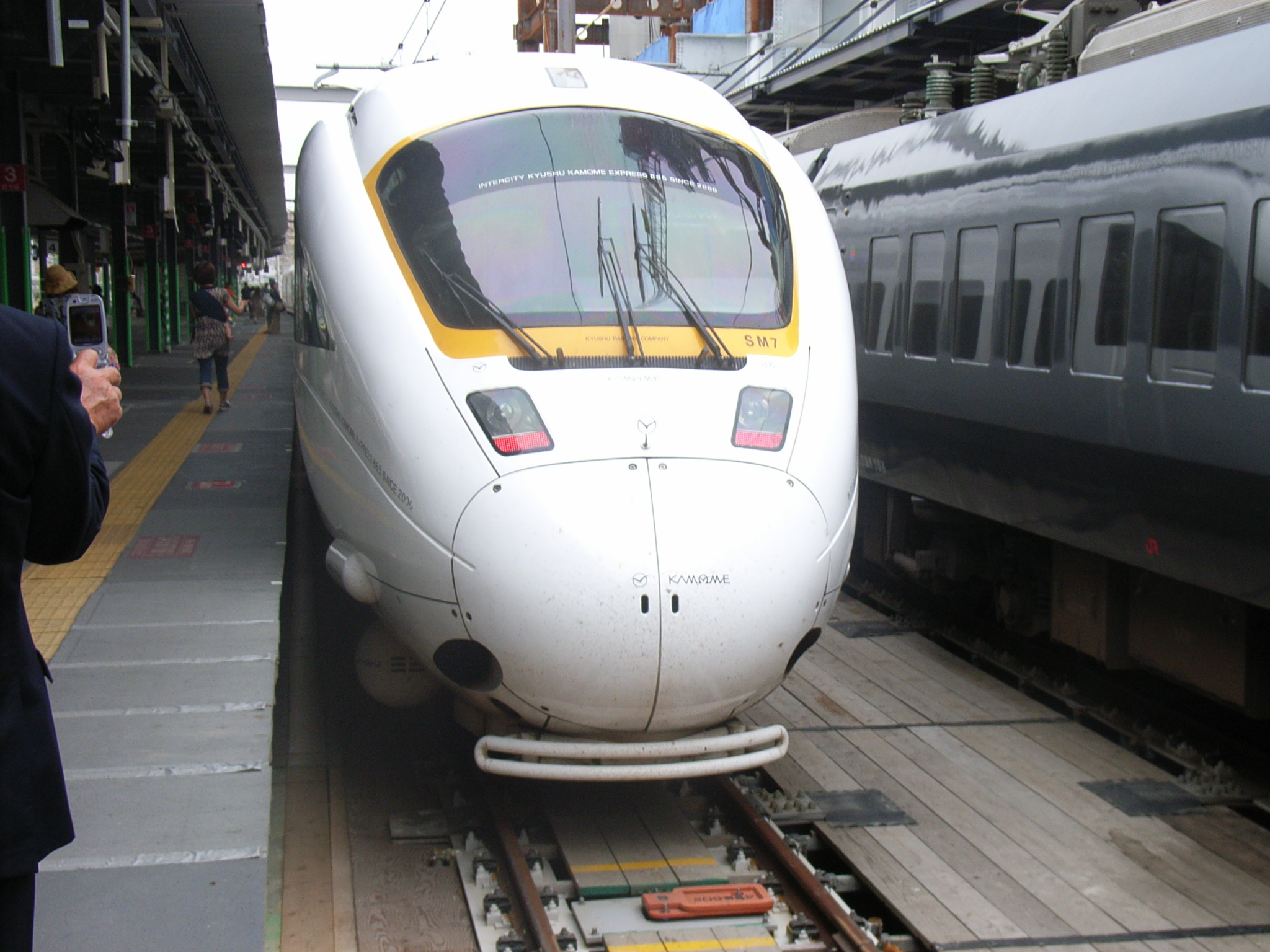
885系在博多站
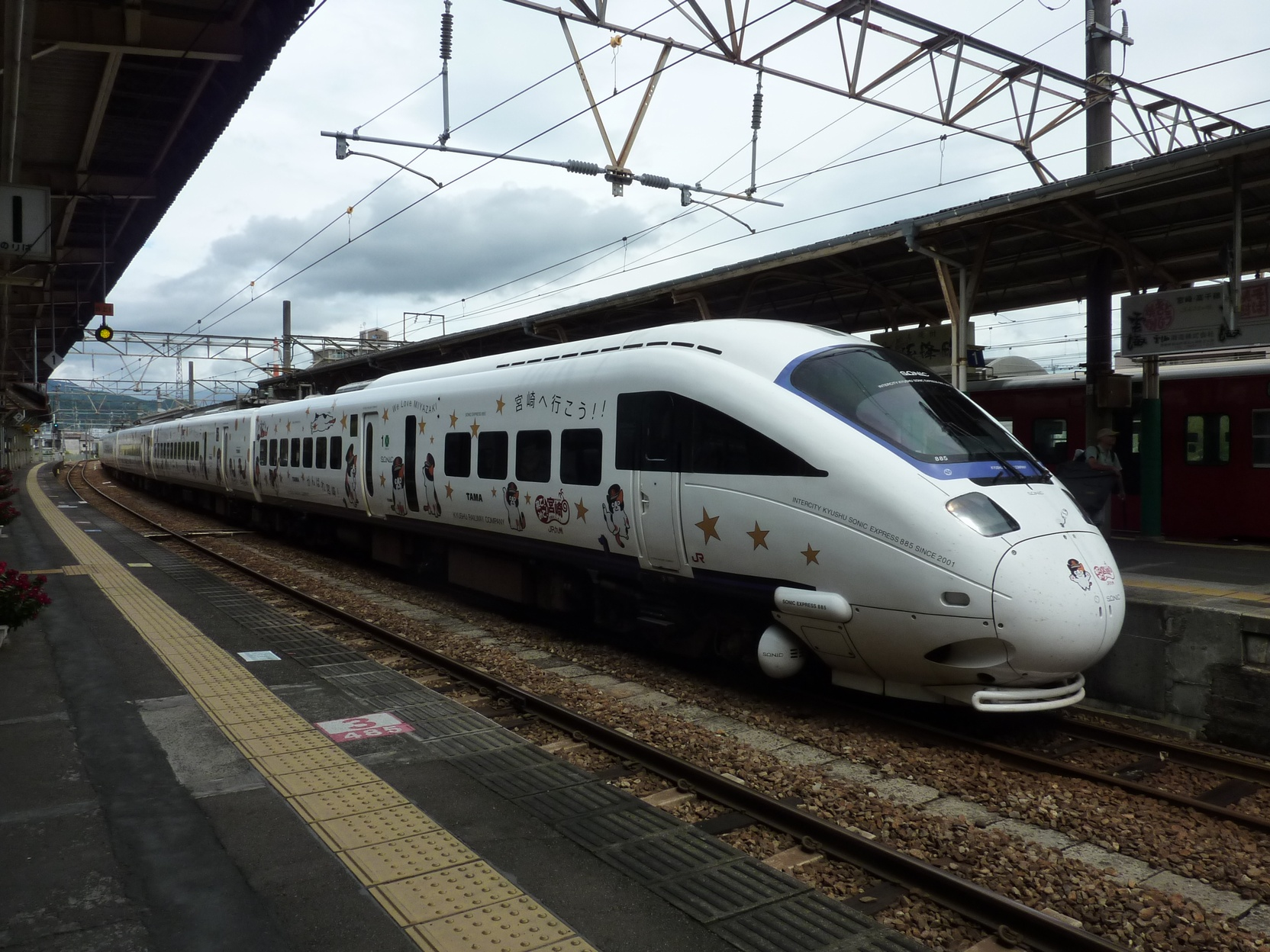
885系在延冈站，2010年
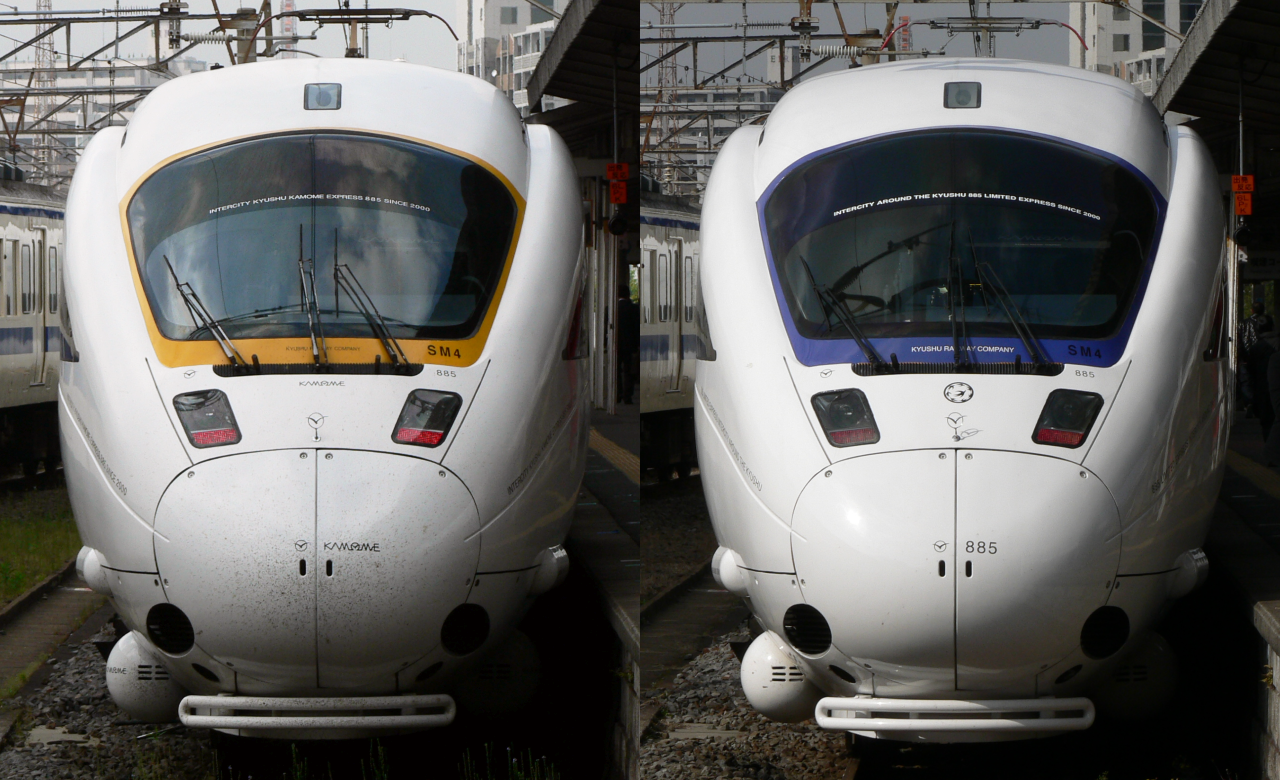
885系原“白鸥号”涂装（左）与后统一采用的“音速号”涂装
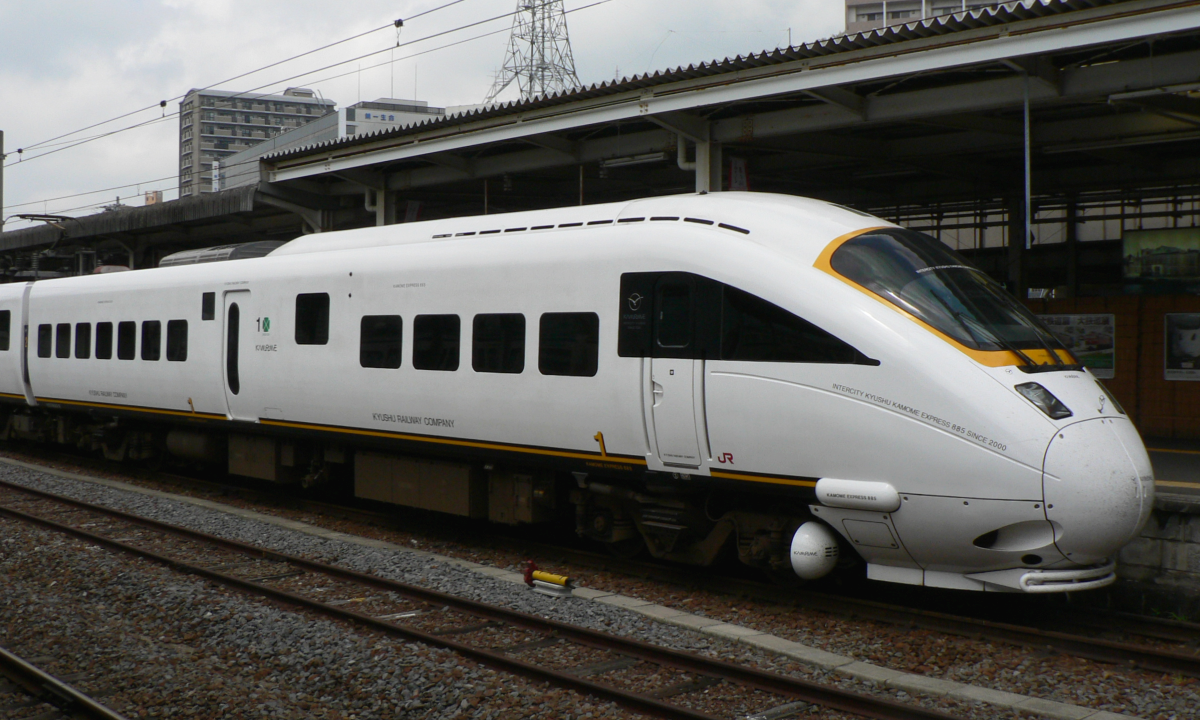
885系SM6编組第1辆（先头车）
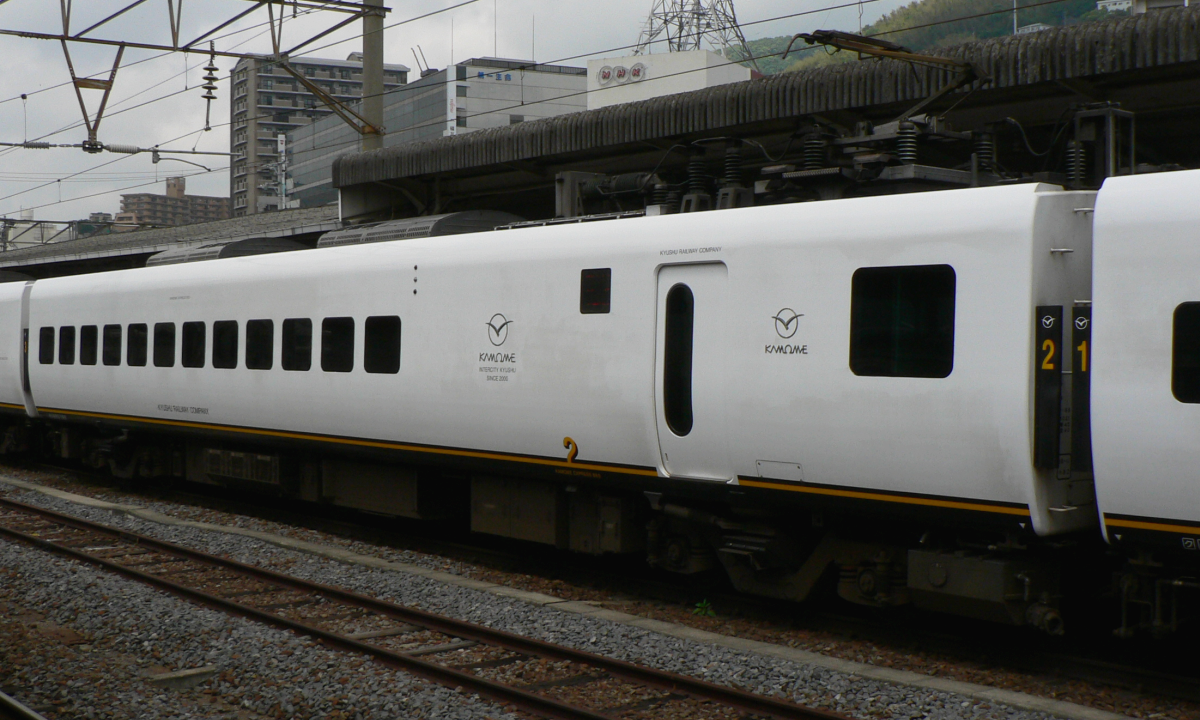
885系SM6编組第2辆
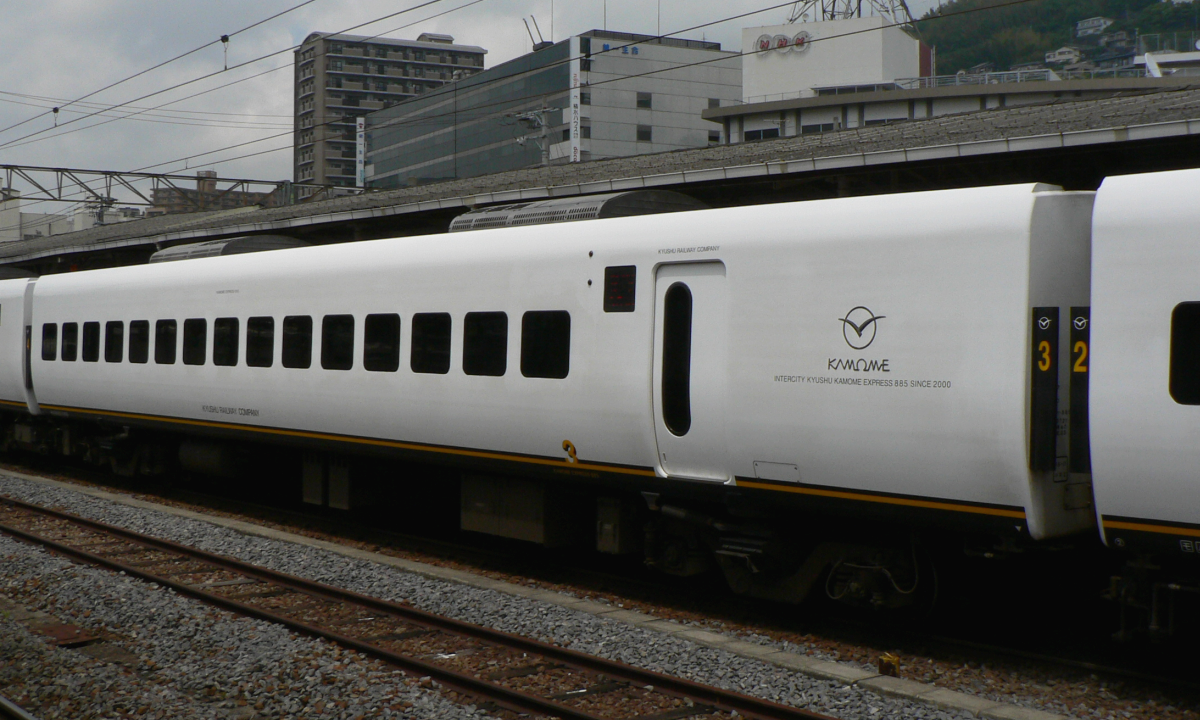
885系SM6编組第3辆
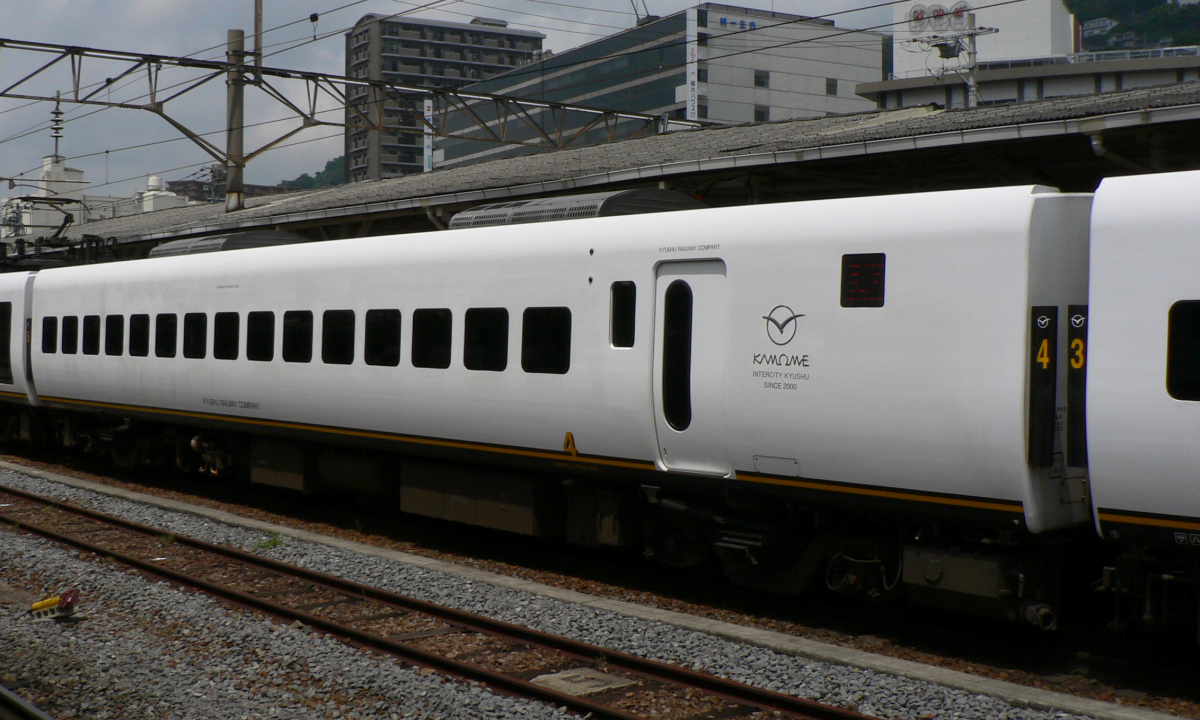
885系SM6编組第4辆
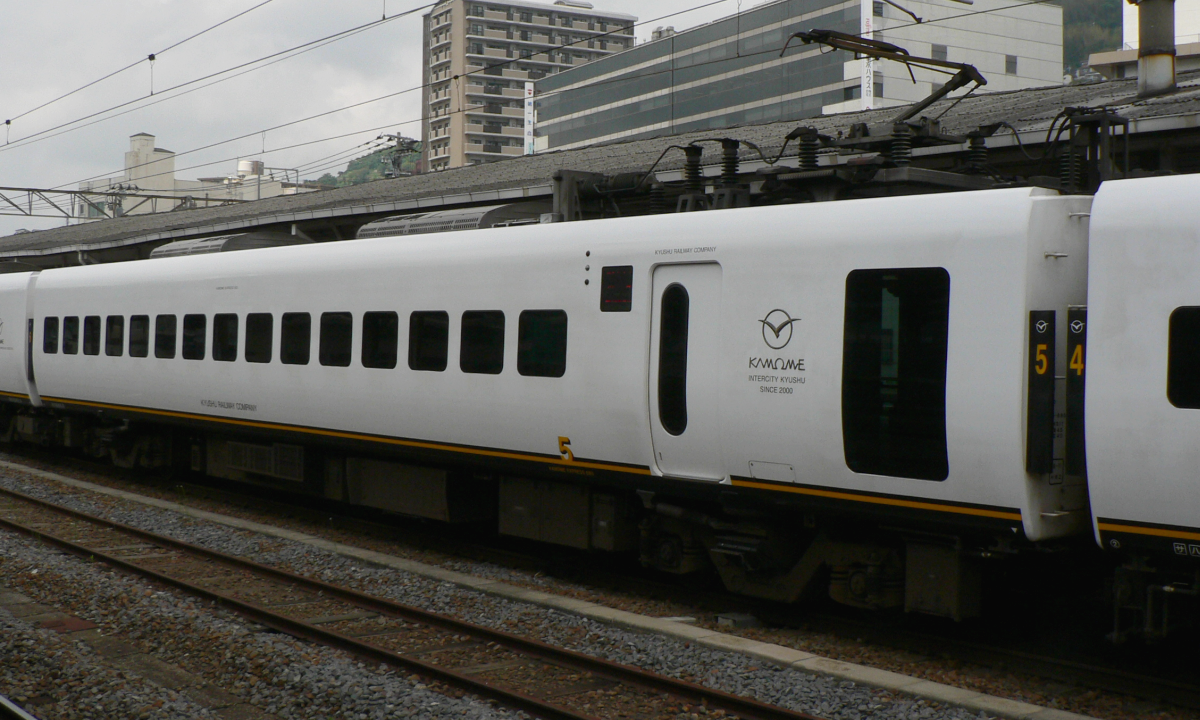
885系SM6编組第5辆
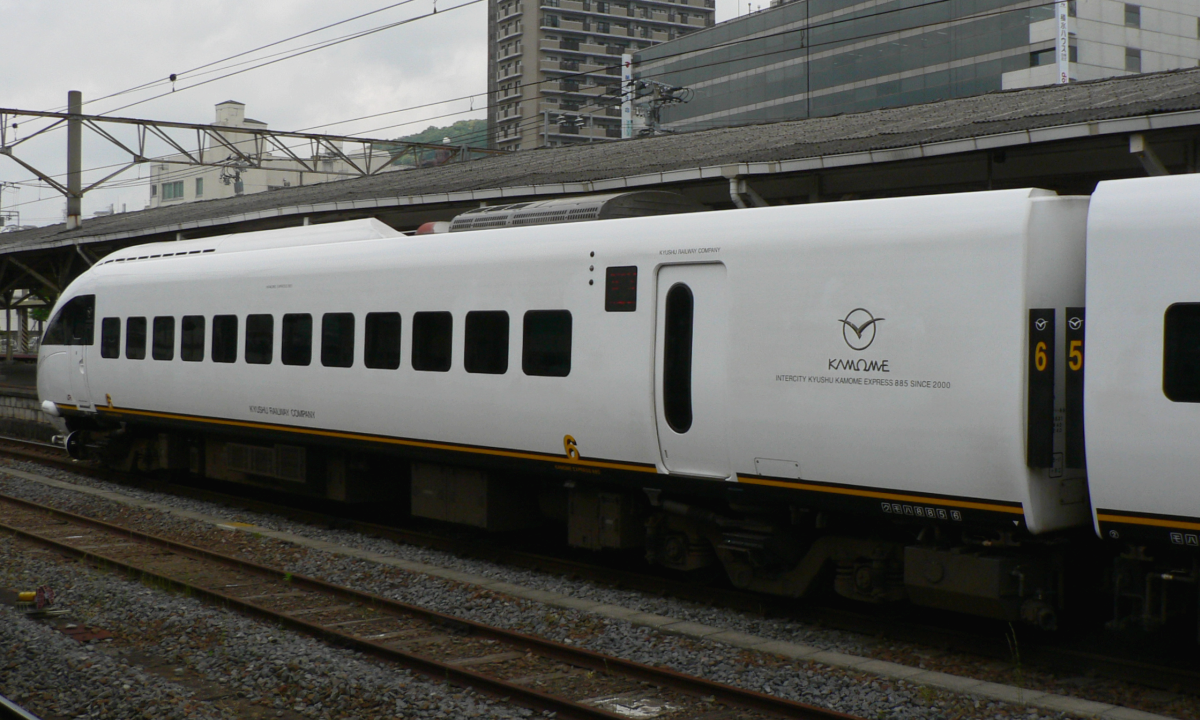
885系SM6编組第6辆（先头车）
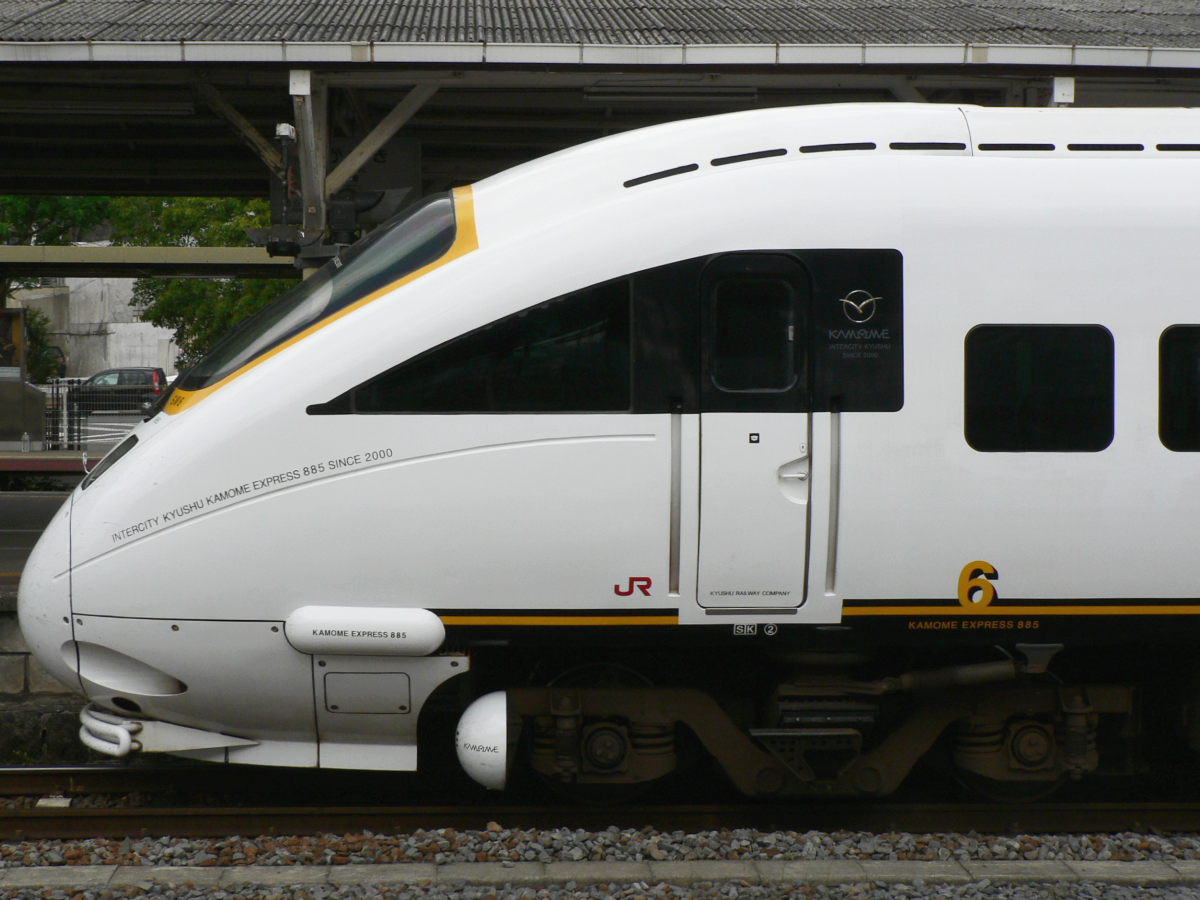
885系SM6编組第6辆（侧面）

2003年7月18日，SM3編成在運行「Kamome46號」時，撞擊落石並出軌，由於靠博多側3輛受損嚴重被就地解體，2004年時新造3輛400番台來取代被解體的車輛。

## 出口台湾

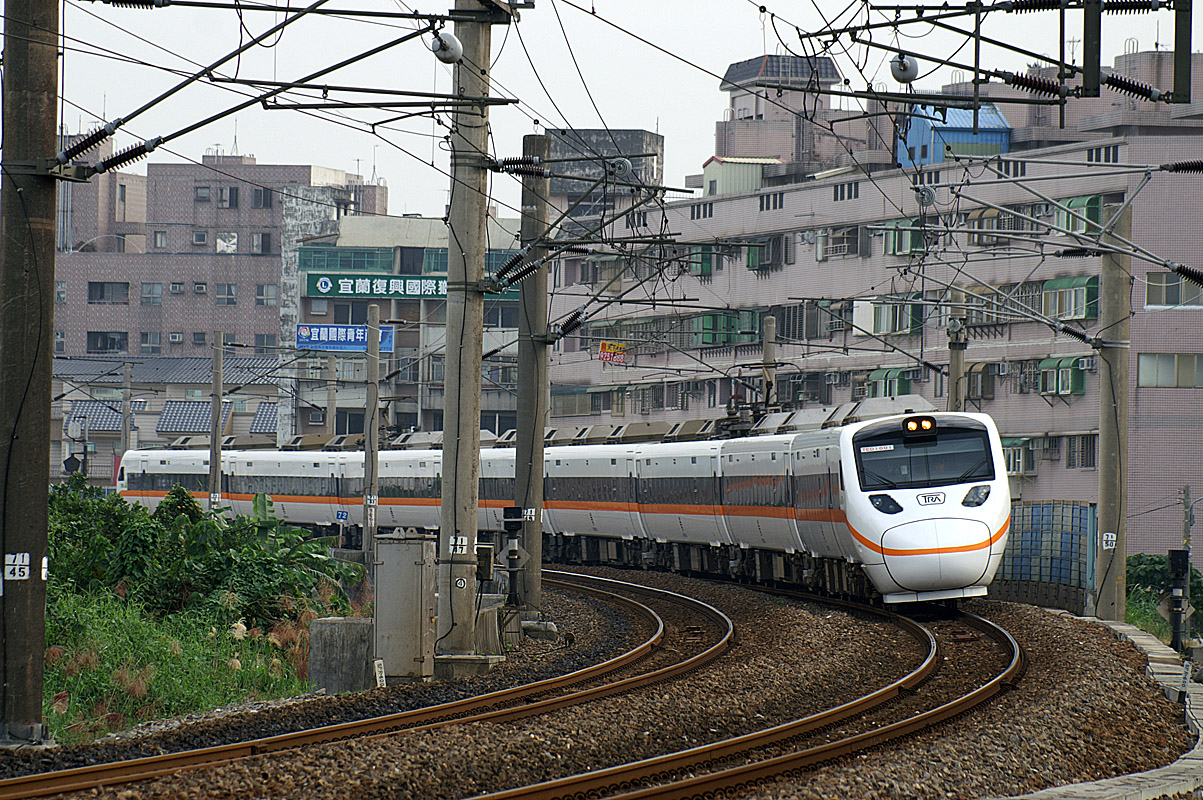
TEMU1000型（1066次自強號）在宜兰

由於東部鐵路運輸需求增加，台灣鐵路管理局（以下簡稱台鐵）為東部幹線進行提速計劃，因此在2004年以六列八節編組（48節）的型式，向日本丸紅商事訂購、由日立製作所設計及製造885系的衍生車種台鐵TEMU1000型電聯車。TEMU1000型主要營運台北到花蓮的東部幹線服務，以自強號等級列車營運。
TEMU1000型於2006年底開始陸續交付給台鐵，至2007年3月進行了第一次公開動態測試。從台北到花蓮的行車時間有效地減少了30分鐘以上，讓整個行程在兩個小時內完成，票價比照自強號標準並且不發售站票。
配合新車型的引進，台鐵舉辦了TEMU1000型的公開命名活動，最後決定採用位於花蓮市近郊的風景名勝太魯閣為名，將其命名為「太魯閣號」。
2014年12月，受東部幹線的運量提升以及日圓貶值的影響之下使得購買TEMU2000型的預算有結餘款，因此台鐵決定再增購TEMU1000型以及TEMU2000各2編組共32輛，增購車分別於2016年1月12日以及2月25日交車。現時TEMU1000型一共有8列16個編組共64輛  → 7列14組56輛。

## 備註
1. ↑  共引進65輛（含事故替代車1輛），現役56輛。TED1010 事故報廢，後引入同號車替代；第7編組（1013+1014）因事故嚴重毀損停用。